# 西蒙·佩頓·瓊斯
西蒙·佩頓·瓊斯（英語：Simon Peyton Jones，1958年1月18日—），生於南非，英國計算機科學家，以研究函數程式語言的實作與應用為主，特別是針對惰性函數程式語言（lazy functional languages）。他對Haskell程式語言的發展有很大貢獻，為格拉斯哥大學的榮譽教授，也在劍橋大學指導博士生。

## 生平
1980年，畢業於剑桥大学三一学院。至企業界工作兩年後，至伦敦大学学院擔任講師（Lecturer）。1990至1998年間，至格拉斯哥大學擔任教授。1998年後，進入英國劍橋微軟研究院工作。

## 家庭
他的妻子名為多蘿西（Dorothy），是英國國教會牧師。兩人生有三個子女。

## 外部連結
- 西蒙·佩頓·瓊斯首頁 （页面存档备份，存于）